# Monte Inici
Der Monte Inici ist ein Berg im italienischen Freien Gemeindekonsortium Trapani auf Sizilien. Mit einer Höhe von 1064 m ist er der höchste Gipfel des Bergkomplexes Castellammare del Golfo.
Der Monte Inici liegt südlich der Gemeinde Castellammare del Golfo.
Am Monte Inci wurden zahlreiche wissenschaftliche Untersuchungen durchgeführt, bei denen mehrere Fossilien aus dem Mitteljura und der Unterkreide gefunden wurde.
In der Antike befand sich am Monte Inici die griechische Siedlung Inykon.
Der Berg verfügt über zahlreiche Grotten und Höhlen, insbesondere Tropfsteinhöhlen, und ist somit bei Höhlenforschern beliebt.